# 黑山阻击战
黑山阻击战是中国第二次国共内战中辽沈战役期间，发生在辽西黑山、大虎山的中华民国国军与东北野战军之间的一场战斗。黑山以及大虎山以西到绕阳河是驻沈阳国军主力第9兵团计划撤往营口的通道。为保证东北野战军在攻占锦州后迅速东进围歼国军第9兵团的意图得以实现，东北野战军第10纵队在黑山、大虎山一线建立防线，阻击并拖延了国军第9兵团向营口撤退。为东北野战军在辽沈战役第二阶段辽西之战中歼灭了国军第9兵团创造了有利条件。
中国人民解放军方面，有人将辽沈战役中的黑山阻击战与塔山阻击战以及淮海战役中的徐东阻击战，并称为第二次国共内战“三大战役”中的“三大阻击战”。

## 战前部署
1948年9月12日，中共东北人民解放军发起辽沈战役。9月24日，东总电告，沈阳之敌有西援锦州之迹象，命令十纵立即从开原、昌图开赴新民以西地区待机作战。
10月3日包围锦州。东总野司电令十纵队立即回返饶阳、半拉门，担负南起姜家屯、北至王家岗一线防御，打击沈阳出援锦州之敌。十纵队到达指定地区后，立即进行作战部署。10月8日，十纵队召开团以上干部会议，梁兴初司令员传达了东总政治委员罗荣桓的重要指示，具体规定了各部队的任务及作战组织准备工作。10月12日，东总电令十纵急驰黑山，阻击西进之敌。十纵队即令29师第87团两个营以急行军抢占黑山，掩护纵队主力进入大黑山南北一线组织防御。部队赶赴黑山后，连夜构筑野战工事。
10月15日，駐防锦州的中華民國國軍被东北人民解放军歼灭，國軍从陆上通往关内的通道被封闭，东北战局对国军已经极为不利。但国军总司令蒋中正仍坚持驻锦西和沈阳的国军继续执行东西对进的计划以收复锦州。由沈阳西进的国军第9兵团的司令官廖耀湘本来就对援救锦州不甚积极，锦州失守后，认为不能继续向锦州前进，亦不愿意退回沈阳，认为会得到长春那样被围困的结局。10月16日，廖耀湘与来视察的东北“剿总”副总司令杜聿明达成“向营口撤退”的共识，第9兵团计划先占领黑山、大虎山，而后向南撤往营口，或依托营口向北进攻收复锦州，或海运回关内，东北“剿总”总司令卫立煌也同意第9兵团撤往营口。但还要说服蒋中正改变决策。拖到21日第9兵团才下达命令向黑山发起进攻。

## 黑山阻击战
10月17日廖耀湘令第71軍军长向鳳武担任向黑山攻击的前线指挥官，并将青年军第207师第3旅以及兵团直属炮兵配属给第71军加强攻击力量，以掩护兵团主力由新立屯通过黑山以东的走廊向营口撤退。完成部署后，在争取国军总司令蒋中正改变决策过程中又迟误了四天，至21日才下达命令开始发起进攻黑山的战斗。
东北野战军占领锦州以后，为歼灭沈阳国军之廖耀湘第9兵团并防止其经营口从海上撤走，改变了原来攻击锦西、葫芦岛的国军的计划。10月19日下午，东野急令10纵进至黑山、大虎山，选择阵地，构筑工事，顽强死守，阻击敌人，掩护主力到达后聚歼该敌。10月20日，东北野战军调动部队主力由锦州急行军东进，企图围歼廖耀湘第9兵团，并派出部队截断其往沈阳的退路。
10月20日，东北野战军第10纵队以所属第28、第29、第30师，以及内蒙古骑兵第一师展开防御。十纵队的具体部署是：
- 第28师担任黑山正面高家屯、101高地、92高地和石头山一线为双方攻防的重点。由于是短时间仓促建立防御阵地，前沿阵地先修成地面火力点，然后再加强阵地的副防御，只作好表面简陋的防御工事。[2][3]28师师长贺庆积组织干部查看完地形后，决定：
  - 84团团直带两个营，担任师主阵地城北高地的防御；
  - 84团另一个营担任师右翼阵地城东高地的防御。
  - 83团派1个营固守大白台子，作为师的左翼阵地。
  - 83团2营7连于尖山子监视敌人，掩护主力构筑阵地。
  - 师属山炮营部署于城北高地，直接支援主阵地的对敌作战。
  - 主力82团为师预备队集结于城东高地西侧。
- 第29师担任黑山西面的阻击任务；
- 第30师担任黑山东面的阻击任务。

29师和30师要确保28师的侧翼安全，防止敌人从两翼突围逃跑。 
10月21日中午，东北野战军电令第10纵队在黑山、大虎山死守，阻击国军，掩护主力到达。
10月22日，国军第71军及第207師第3旅对黑山发起攻击，但无法突破东北野战军第10纵队的防守，攻击受挫。廖耀湘令新編第1軍军长潘裕昆接替向鳳武担任指挥，23日，新编第1军投入战斗，加强对黑山的攻击，双方在前沿阵地反复拉锯，阵地多次易手，第10纵队不断发动反击，国军攻势毫无进展，无法进占黑山。
第10纵队战史写：10月23日上午9时，28师83团7连与敌先头部队在尖山子前哨阵地打响，该连以灵活多变的战术，打退了敌71军91师两个营的5次进攻，大量杀伤并迟滞了敌人，黄昏后撤出阵地。
10月23日，林彪、罗荣桓、刘亚楼致电10纵：“务须使敌在我阵地前尸横遍野而毫无进展，只要你们守住黑山三天，西逃之敌必遭全歼。”10月23日当晚，十纵队党委做出决定，要全体指战员下定与阵地共存亡的决心，死守黑山，阻击敌人。各师、团都召开党委会进行传达，利用各种形式，对广大指战员进行战前动员教育，鼓舞战斗意志，树立必胜信心，至少要坚守3天3夜，以阻敌西进锦州。
10月23日，廖耀湘意识到黑山守军的死守是在等待锦州东北野战军主力回师，遂向后续部队第49、新编第3、新编第6军下达侧敌行军向营口撤退命令，并命令继续向黑山攻击掩护沿黑山以东撤退的走廊。
10月24日，廖耀湘集中7个师（旅）兵力，在200余门重炮和200余架次飞机的火力支援下，向黑山、大虎山发动全线攻击。第71军、新1军从黑山以北尖山子、拉拉屯一线由北向南攻击；新6军之新22师向大虎山迂回攻击；第207师第3旅和新6军169师向黑山以东之高家屯一线阵地实施主要突击。28师部队坚守101、92、90、石头山等高地，顽强抗击，工事毁而复修，阵地失而复得。坚守101高地的第84团第2营，与敌207师第3旅反复冲杀10个小时，最后只剩20余人，仍进行了5次肉搏战。有些连队全部牺牲。24日下午，在南面的其他部队奉命向黑山增援。第29师首长到第28师2团团长黎原的指挥所。该团打得非常艰苦，敌经常冲到离军阵地百十米、甚至四、五十米的地方，但都被打垮了。下午五、六点钟的时候，敌又集中火力向他们的阵地猛攻，2团首长沉着指挥，集中了大约七、八十门迫击炮、60炮，向敌人猛烈轰击，然后用一、二个连队冲向敌人，一下子俘虏了几百人。国军也伤亡惨重，仍被阻止在高家屯一线阵地以东。向黑山西北和大虎山方向攻击的国军，分别在29师和30师等部的顽强抗击下寸步未进。当晚，82团接替101高地防御任务，师长贺庆积亦到城东高地开设前方指挥所。
10月25日早8时，新6军169师和207师第3旅再次向黑山发起猛烈攻击，炮兵向城东高地逐次集中射击，加大兵力和火力，猛攻石头山阵地白刃搏斗时，突然发炮轰击，将阵地上双方人员全部杀伤以夺取阵地。又先后用几个营的兵力三次夹击82团5连据守的92高地，守军全部牺牲。11时开始，第169师倾全力进攻101高地，进攻部队组成多梯队，每次以两个营以上的兵力，发起波浪式的冲击。每次冲击受挫，即以大炮猛烈轰击，接着又以第二梯队连续冲击。阵地上的82团2营在营长侯长禄指挥下，击退20余次进攻，坚持到下午14时，2营已不足百人。到16时因弹尽人寡被迫撤出阵地。形势危急，16时20分，28师组织了5个连的兵力，向101高地反击，将101高地夺回。当夜21时，城东失守高地也全部收复。25日当天，83团3营据守的大白台子也打退了第91师的6次进攻，牢牢守住了阵地。
25日，新编第6军也投入战斗，一部支持第207師，一部进攻大虎山，掩护向大虎山以南撤退的走廊，掩护攻击黑山的新编第1军以及第71军撤出战斗。
10月26日拂晓，东野司急电十纵：“东进主力已到达，敌已向东溃退，望即协同主力动作，从黑山正面投入追击。”这表明十纵提前一天已经完成了阻击任务，辽西会战全面展开。第28师判断敌不会放弃掩护其南逃的101高地，决定以83、84团从黑山正面投入攻击，82团继续坚守101高地。天刚亮后，又向101高地发起猛烈进攻，82团1营连续打退敌人两次进攻，由于伤亡严重，撤出战斗，101高地失守。此时廖耀湘已率其主力调头向营口方向突击，占领101高地的国军在炮火打击下向东南方向逃走。到26日上午11时，城东高地全部收复。从26日上午8时起，第83、第84两个团投入对廖兵团的围歼战。第82团在夺回101高地之后，也迅猛地追击。
10月27日晚，辽西会战结束，廖耀湘“西进兵团”10万余人全部被歼。
东北野战军第10纵队坚守黑山阻击了廖耀湘第9兵团两天连续进攻，拖慢了其撤退行动的速度，为东北野战军从锦州东进合围国军第9兵团争取了时间。

## 结果及影响
黑山阻击战直接决定了国军第9兵团的命运，由于东北野战军第10纵队死守黑山、大虎山一线，廖耀湘第9兵团被拖住，无法占据黑山、大虎山掩护向营口撤退的通道，丧失了大量时间。10月25日东北野战军主力赶到。10月25日，我1、2、3纵队等各路大军同时向廖耀湘兵团发起总攻。敌人攻不动我黑山阵地，就转向大虎山，仍然遭到阻击，无奈又南窜台安地区，那里已有我打完锦州回师的两个纵队阻击，敌人又掉头北窜，被我南下的6纵在晏家窝棚一带截断。10月26日， 在黑山以东、大虎山东北、绕阳河以西、无梁殿以南、魏家窝棚以北纵横约120公里的区域里，对廖耀湘兵团展开大规模围歼战。东北野战军在黑山、大虎山以东，绕阳河以西范围内包围并歼灭了国军第9兵团及所属新编第1、新编第3、新编第6、第49、第71军5个军12个师共约12万人，第9兵团司令官廖耀湘被俘虏。鏖战至28日拂晓，围歼战胜利结束。
黑山阻击作战及辽西会战中，十纵毙伤8000余人，俘6299人，自身伤亡4144人。司令员粱兴初后来回忆说：“黑山阻击战之激烈与残酷，超过以往我亲自参加过的任何一次战斗。”第28师以伤1623人、亡536人的代价，歼敌5304人，俘敌新六军军长李涛，缴获各种枪械1325支（挺），各类炮98门，汽车200余辆。